# Walter Rudolf Hess
Walter Rudolf Hess (alemany: Walter Hess)  (Frauenfeld, 17 de març de 1881 - Muralto, 12 d'agost de 1973) fou un oftalmòleg i professor universitari suís guardonat amb el Premi Nobel de Medicina o Fisiologia l'any 1949.

## Biografia
Va néixer el 17 de març de 1881 a la ciutat de Frauenfeld, situada al cantó de Turgòvia. Després d'estudiar medicina a Suïssa i Alemanya va doctorar-se a la Universitat de Zúric l'any 1906, d'on posteriorment va esdevenir professor d'oftalmologia. Entre 1917 i 1951 fou director del Departament de Fisiologia d'aquesta universitat.
Va morir el 12 d'agost de 1973 a la seva residència de Locarno, situada al cantó de Ticino.

## Recerca científica
Interessat en la regulació del flux de la sang i la respiració, la seva recerca s'orientà en l'estudi de les parts del mesencèfal que controlen els òrgans interns.
L'any 1949 fou guardonat amb el Premi Nobel de Medicina o Fisiologia per les seves investigacions demostratives de l'acció que exerceix el mesencèfal sobre les funcions dels òrgans interns, premi que compartí amb el portuguès António Egas Moniz pel descobriment del valor terapèutic de la lobotomia.